# Arthur Prüfer
Hermann Bernhard Arthur Prüfer (født 7. juli 1860 i Leipzig, død 3. juni 1944 i Würzburg) var en tysk musikforfatter.
Prüfer, der oprindelig var jurist, var fra 1902 ekstraordinær professor i musikvidenskab ved Leipzigs Universitet. Han var kendt ved skrifter særlig vedrørende Richard Wagner og dennes Bayreutherværk og som udgiver af gammel tysk musik.